# آرامگاه امامزاده ابوالحسن
آرامگاه امامزاده ابوالحسن در قریه آب اندرمان شهر ری در سه کیلومتری غربی قصبه کنونی شهر ری و در یک باغ با صفا قرار دارد.
این امامزاده در شهرری خیابان شهید رجایی بعد از میدان ۱۳ آبان قبل از بیمارستان هفتم تیر واقع شده است.احمد مجتهدی تهرانی درباره زیارت این امامزاده فرموده بودند: اگر کسی به زیارت حضرت عبدالعظیم مشرف گردد امامزاده ابوالحسن را بشناسد و به زیارت ایشان نیاید، جفا کرده است. حاج آقا میرزا عبدالعلی تهرانی، پدر مرتضی و مجتبی تهرانی هم در این باره فرموده بودند: اگر کسی از بازارچه نایب السلطنه پای پیاده به زیارت امامزاده ابوالحسن بیاید و برگردد کاری نکرده است. از  
بزرگانی که در این امامزاده مدفون هستند، می توان به سیدکاظم ارفع، معزی، احمد کلهر اشاره کرد. 

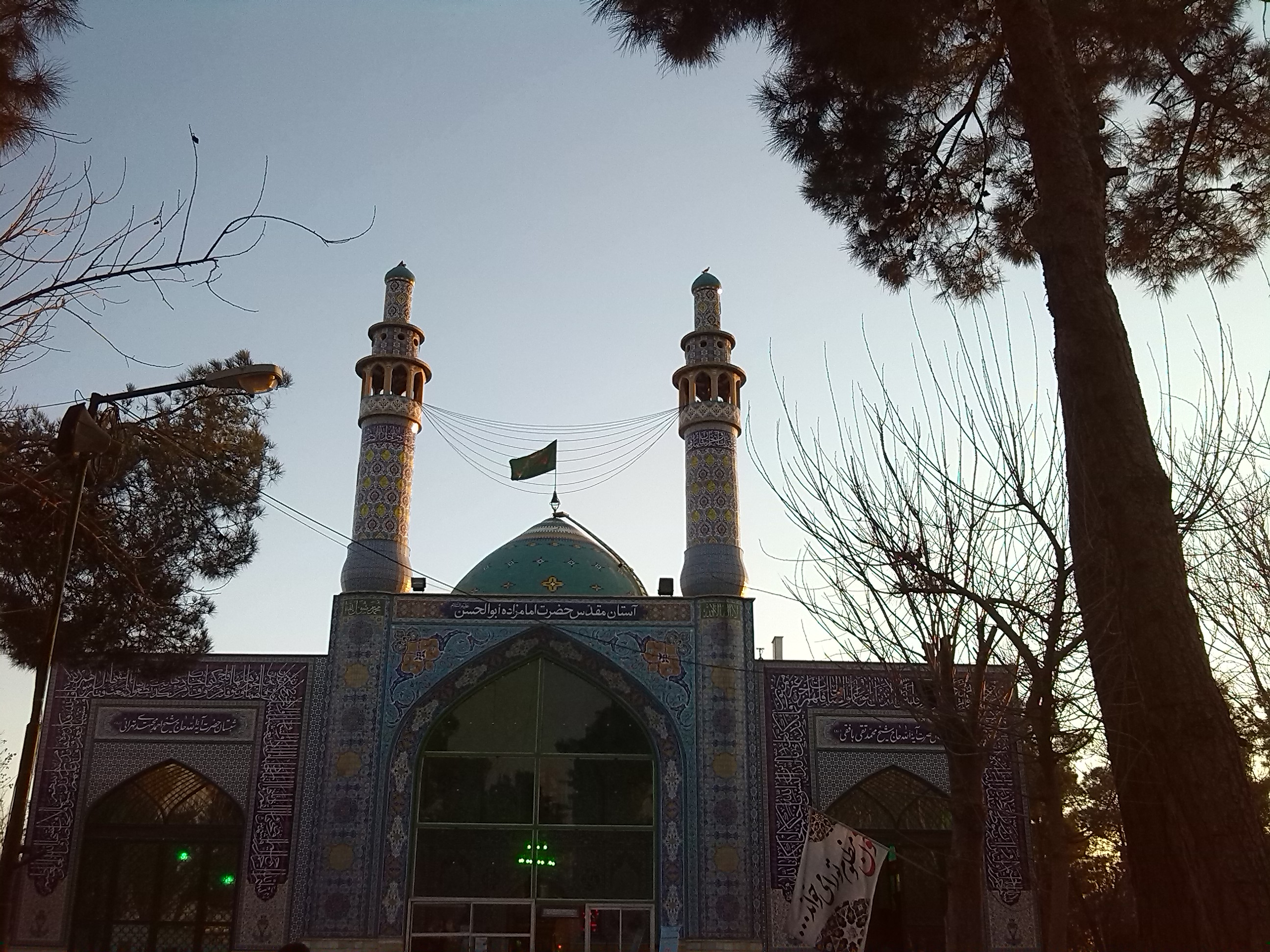
بارگاه امامزاده ابوالحسن(ع)

## نسب
این امامزاده را از نوادگان جعفر صادق ذکر می‌کنند که با چهار نسل به ایشان می‌رسد.

## خصوصیات تاریخی بقعه
ساختمان اصلی بقعه بر اساس نوشته درب وقفی حرم، احتمالاً در زمان قاجاریه احداث شده و بر فراز آن گنبدی با کاشیهای فیروزه ای ساخته‌اند و طرح مرمت و باز سازی آن در سال ۱۳۷۱ هجری شمسی توسط اداره اوقاف و امور خیریه شهر ری انجام شده است.
درمنابع تاریخی آمده است مساحت داخل بقعه در حدود ۷۰ متر مربع اعلام شده و بر بالای ایوان ورودی آن کتیبه‌ای مشتمل بر اشعار مرثیه به خط نستعلیق گچبری شده که بر روی دری که رواق را به حرم مربوط می‌سازد. این کتیبه به خط ثلث به طور برجسته مرقوم شده است.
همچنین ضریح چوبی نسبتاً بزرگی که به گفته مؤلف کتاب آثار تاریخی تهران به سبک معروف خانه مربع خراطی شده و در زمان قاجاریه ساخته شده و احتمالاً ضریح فعلی همان ضریح است که روی مرقد نصب شده است. مرقد امام زاده ابوالحسن پوشیده از کاشیهای فیروزه‌ای رنگ بوده و امامزاده در میان ضریح قرار دارد که اخیراً نیز ضریح نقره‌ای جدیدی توسط شخص خیری برای این بقعه ساخته و نصب شده است. این بقعه از امکانات رفاهی مناسبی برای استفاده زائرین برخوردار می‌باشد و بنای مزبور جزو آثار تاریخی به ثبت رسیده می‌باشد

## راه های دسترسی
- مترو علی آباد

اتوبوس های شهرک توحید
- مترو شهرری